# Christopher Higgins (hockey sur glace)
Pour les articles homonymes, voir Christopher Higgins et Higgins.
 Christopher Higgins  (né le 2 juin 1983 à Smithtown, New York, États-Unis) est un joueur professionnel américain de hockey sur glace. Il évolue au poste d'ailier gauche

## Carrière

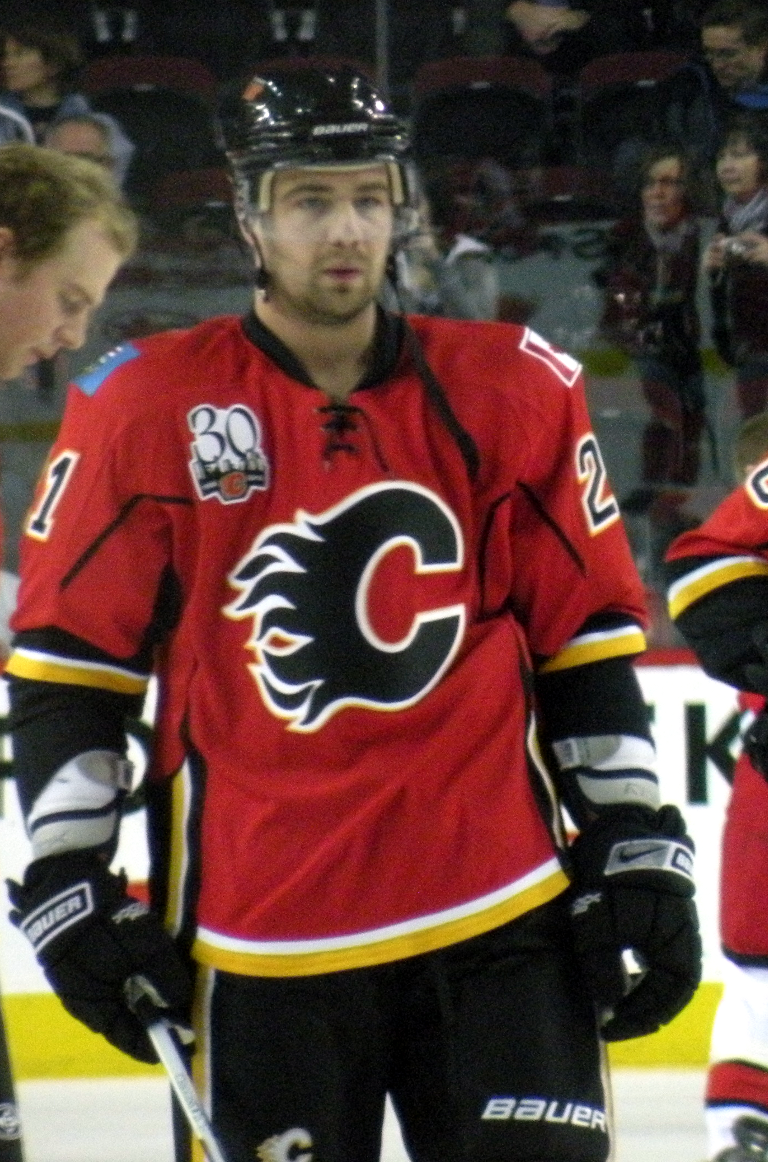
Higgins avec les Flames de Calgary en février 2010.

Repêché par les Canadiens lors du repêchage d'entrée dans la LNH 2002 au 14e rang, Higgins a d’abord joué pour les Bulldogs de l'Université Yale puis a évolué pendant deux années avec les Bulldogs de Hamilton, le club-école des Canadiens. Il joue ses deux premiers matchs avec les Canadiens lors de la saison 2003-2004. Il devient joueur régulier des Canadiens en 2005-2006 en jouant 80 matchs de la saison régulière.
En 2006-2007, il commence la saison en lion en amassant 8 buts et 5 passes en seulement 13 parties. Il subit une importante blessure à la cheville, ayant été blessé lors d'une sévère mise en échec de Colin White le 4 novembre contre les Devils du New Jersey. Higgins est revenu au jeu le 16 décembre 2006 contre les Penguins de Pittsburgh après avoir manqué une vingtaine de matchs.
Il commence la saison 2007-2008 avec les deux mêmes joueurs: Saku Koivu et Michael Ryder et comme assistant capitaine. Les ratés de ce trio pousseront l'entraineur Guy Carbonneau à effectuer des changements. Ainsi, Higgins jouera un moment au centre en compagnie de Ryder et Maxim Lapierre. Il finira la saison avec Koivu et Sergueï Kostitsyne avec qui il aura un certain succès. Il terminera l'année avec une production de 27 buts et 25 passes pour un total de 52 points.
Le 11 novembre 2008, il effectue son premier tour du chapeau dans la ligue, alors que Canadien gagne 4-0 contre les Sénateurs d'Ottawa. Certains spécialistes voient alors une longue léthargie se préparer alors que d'autres voient cet événement plutôt comme un cadeau que Christopher voulait offrir à sa mère. Au cours de la saison 2008-2009, il voit sa production diminuée avec seulement 12 buts et 23 points en 57 matchs, le joueur ayant manqué une vingtaine de matchs en raison d'une blessure à une épaule.
Le 30 juin 2009, Higgins est échangé aux Rangers de New York avec Doug Janik, Ryan McDonagh et Pavel Valentenko contre Scott Gomez, Tom Pyatt et Michael Busto. Il passe aux mains des Flames de Calgary au cours de la saison 2009-2010 avec qui il termine la saison. Devenant agent libre à l'été 2010, il s'entend pour une année avec les Panthers de la Floride. En février 2011, il joue pour une quatrième équipe en moins de deux ans en étant échangé aux Canucks de Vancouver. Lors de cette saison, il aide les Canucks à atteindre la finale de la Coupe Stanley mais perdent contre les Bruins de Boston.
Il signa un contrat de deux ans avec les Canucks, le 3 juillet 2011. Il connut sa meilleure saison avec les Canucks en 2011-2012 en ajoutant 43 points. Durant la saison 2012-2013, il signa un autre pacte avec les Canucks: 4 ans, 10 millions $.
Le 27 juin 2016, le directeur général Jim Benning annonce que les Canucks vont racheter le contrat de Chris Higgins. Sa production offensive de la saison 2015-2016 dans la LNH pourrait être la raison.

## Statistiques

### En club
| Saison     | Équipe                 | Ligue      |     | Saison régulière | Saison régulière | Saison régulière | Saison régulière | Saison régulière |    | Séries éliminatoires | Séries éliminatoires | Séries éliminatoires | Séries éliminatoires | Séries éliminatoires |
| Saison     | Équipe                 | Ligue      | PJ  | B                | A                | Pts              | Pun              | PJ               | B  | A                    | Pts                  | Pun                  |                      |                      |
| 2001-2002  | Bulldogs de Yale       | NCAA       | 27  | 14               | 17               | 31               | 32               | -                | -  | -                    | -                    | -                    |                      |                      |
| 2002-2003  | Bulldogs de Yale       | NCAA       | 28  | 20               | 21               | 41               | 41               | -                | -  | -                    | -                    | -                    |                      |                      |
| 2003-2004  | Canadiens de Montréal  | LNH        | 2   | 0                | 0                | 0                | 0                | -                | -  | -                    | -                    | -                    |                      |                      |
| 2003-2004  | Bulldogs de Hamilton   | LAH        | 67  | 21               | 27               | 48               | 18               | 10               | 3  | 2                    | 5                    | 0                    |                      |                      |
| 2004-2005  | Bulldogs de Hamilton   | LAH        | 76  | 28               | 23               | 51               | 33               | 4                | 3  | 3                    | 6                    | 4                    |                      |                      |
| 2005-2006  | Canadiens de Montréal  | LNH        | 80  | 23               | 15               | 38               | 26               | 6                | 1  | 3                    | 4                    | 0                    |                      |                      |
| 2006-2007  | Canadiens de Montréal  | LNH        | 61  | 22               | 16               | 38               | 26               | -                | -  | -                    | -                    | -                    |                      |                      |
| 2007-2008  | Canadiens de Montréal  | LNH        | 82  | 27               | 25               | 52               | 22               | 12               | 3  | 2                    | 5                    | 2                    |                      |                      |
| 2008-2009  | Canadiens de Montréal  | LNH        | 57  | 12               | 11               | 23               | 22               | 4                | 2  | 0                    | 2                    | 2                    |                      |                      |
| 2009-2010  | Rangers de New York    | LNH        | 55  | 6                | 8                | 14               | 32               | -                | -  | -                    | -                    | -                    |                      |                      |
| 2009-2010  | Flames de Calgary      | LNH        | 12  | 2                | 1                | 3                | 0                | -                | -  | -                    | -                    | -                    |                      |                      |
| 2010-2011  | Panthers de la Floride | LNH        | 48  | 11               | 12               | 23               | 10               | -                | -  | -                    | -                    | -                    |                      |                      |
| 2010-2011  | Canucks de Vancouver   | LNH        | 14  | 2                | 3                | 5                | 6                | 25               | 4  | 4                    | 8                    | 2                    |                      |                      |
| 2011-2012  | Canucks de Vancouver   | LNH        | 71  | 18               | 25               | 43               | 16               | 5                | 0  | 0                    | 0                    | 2                    |                      |                      |
| 2012-2013  | Canucks de Vancouver   | LNH        | 41  | 10               | 5                | 15               | 10               | 4                | 0  | 0                    | 0                    | 0                    |                      |                      |
| 2013-2014  | Canucks de Vancouver   | LNH        | 78  | 17               | 22               | 39               | 30               | -                | -  | -                    | -                    | -                    |                      |                      |
| 2014-2015  | Canucks de Vancouver   | LNH        | 77  | 12               | 24               | 36               | 16               | 6                | 1  | 1                    | 2                    | 2                    |                      |                      |
| 2015-2016  | Canucks de Vancouver   | LNH        | 33  | 3                | 1                | 4                | 4                | -                | -  | -                    | -                    | -                    |                      |                      |
| 2015-2016  | Comets d'Utica         | LAH        | 22  | 9                | 4                | 13               | 8                | -                | -  | -                    | -                    | -                    |                      |                      |
| Totaux LNH | Totaux LNH             | Totaux LNH | 711 | 165              | 168              | 333              | 220              | 62               | 11 | 10                   | 21                   | 10                   |                      |                      |

### En équipe nationale
| Année | Compétition                 |   | PJ | B | A | Pts | Pun      |  | Résultat |
| 2002  | Championnat du monde junior | 7 | 4  | 2 | 6 | 6   | 5e place |  |          |
| 2003  | Championnat du monde junior | 7 | 3  | 3 | 6 | 4   | 4e place |  |          |
| 2009  | Championnat du monde        | 6 | 1  | 0 | 1 | 2   | 4e place |  |          |